# Colostygia albidissima
Colostygia albidissima là một loài bướm đêm trong họ Geometridae.